# Money Puzzle Exchanger
Money Puzzle Exchanger, appelé au Japon Money Idol Exchanger (マネーアイドルエクスチェンジャー, (ou MIX)), est un jeu vidéo de puzzle développé par Face et édité par SNK en 1997 sur Neo-Geo MVS (NGM 231),,. Il a été adapté la même année sur Game Boy et en 1998 sur PlayStation.

## Système de jeu
Le principe du jeu se rapproche de Puzzle Bobble ou Magical Drop : dans tous les cas, il s'agit de mettre côte à côte des jetons qui se ressemblent. Dans Money Idol, ce sont des pièces que l'on regroupe pour en créer de valeur plus importantes : 5 pièces (ou plus)  1 donnent une  5, deux (ou plus) 5 donnent une 10, etc. Finalement, plus de deux pièces de 500 côte à côte disparaissent. Le jeu se déroule contre un adversaire (IA ou joueur); le premier dont les pièces débordent en premier perd. Deux jetons spéciaux permettent la réalisation de combos : les RU incrémentent la valeur des pièces; les ER effacent toutes les pièces d'un seul type.
Comme dans beaucoup de jeux de ce type, la réflexion est vite remplacée par la rapidité dans la recherche de motifs et dans la réponse appropriée.

## Accueil
- Famitsu : 22/40 (GB)[4]